# Acrobat Mission
Acrobat Mission (Misión acrobática) es un juego de arcade, de disparos  y de scroll vertical, el cual fue lanzado por UPL en 1991 bajo la licencia de Taito para su manufacturación y distribución. Posteriormente fue incorporado al catálogo de Super Famicom en 1992.

## Historia
En el año 2100, el planeta tierra ha sido destruido por sus propios habitantes, quienes se vieron obligados a escapar hacia Marte dejando atrás a una biocomputadora cuyo objetivo era el de reconstruir el ecosistema terrestre para prepararlo hacia una futura recolonización humana. Medio siglo después del éxodo, algunas partes de Marte han sido terraformadas las cuales son atacadas por extraños objetos voladores no identificados. Los líderes militares de la colonia marciana establecieron una fuerza de ataque para defender a los colonos utilizando naves de guerra de última generación llamados Icarus. El nombre de la misión para poder neutralizar a las fuerzas desconocidas fue llamado "Acrobat Mission" debido a que las operaciones de combate exceden las habilidades técnicas de vuelo de los pilotos.

## Jugabilidad
Al comienzo del juego se puede apreciar la destrucción de las naves Icarus por parte de las fuerzas desconocidas, quedando solo un superviviente. En la versión arcade, los pilotos de combate supervivientes son Jet y Nova los cuales están disponibles antes del inicio del juego para poder elegir con cual jugar. Sin embargo, ambos fueron eliminados de la versión de Super Famicom, haciendo que el piloto del jugador sea anónimo y descartando el color personalizado de Nova.
Los jugadores comienzan el juego equipados con el arma estándar de la nave, la cual consiste en un arma láser semiautomática, el cual no puede ser actualizado y tampoco puede ser cargado. No obstante, el juego presenta otros dos tipos de armas, la Wave Shot el cual es un rayo que se dispersa en tres, cuatro o cinco tiros conforme colecciones los powerups W durante el transcurso del juego, cuando es cargado dispara un rayo láser de largo alcance durante unos segundos. La otra arma, es el Hurricane Shot el cual es un rayo con un efecto especial que rodea a la propia nave en sentido de las agujas del reloj antes de dispararse hacia adelante, cuando es cargado dispara una bola de energía. Ambas armas se pueden perder al morir, regresando al arma estándar por defecto. Las naves también disponen de bombas, las cuales a diferencias de otros juegos no son acumulables, siendo dos el máximo de bombas a poseer. Las bombas pueden ser visualizadas físicamente bajo las alas de la nave, estás son desmontadas una vez usadas, sirviendo además de defensa debido a que si un disparo enemigo impacta en la nave, la bomba automáticamente detonara sola, creando un escudo alrededor del jugador.
En contraparte a otros juegos de disparos similares, la nave Icarus es indestructible al toque, esto quiere decir que si se toca a una nave enemiga, la nave no recibirá ninguna daño salvo el de retroceder unos espacios, lo cual permite un movimiento menos restrictivo en la pantalla, siendo los disparos la única manera en el que el jugador puede perder una vida. Una vez que la nave ha recibido daño de un disparo, un contador de tiempo se visualizara por encima de la nave, indicando el tiempo que queda para que la nave explote, siendo posible maniobrar durante este lapso. Una vez que la nave explote, los restos dañaran a los enemigos cercanos.

## Niveles
- Nivel 1: Superficie Marciana (Martian Surface)
- Nivel 2: Satélite Orbital (Satellite Orbit)
- Nivel 3: Superficie Mecánica del planeta (Mechanical Planet Surface)
- Nivel 4: Red Mecánica de Tuberías del planeta (Mechanical Planet Tube System)
- Nivel 5: Computadora Principal Enemiga (Enemy Main Computer)

## Diferencias entre plataformas
La versión de Super Famicom difiere en estos puntos de la versión de Arcade.
- El modo de 2 jugadores fue eliminado.
- La selección de pilotos entre Jet y Nova fue eliminado.
- El nivel 3 fue recoloreado, así como también algunos enemigos y jefes.
- El jefe final obtuvo un ligero rediseño.
- Se redujo la efectividad de las armas, por lo que se requiere de más disparos para acabar con algunos enemigos.
- Se eliminó el final original de Arcade y se reemplazó por una pantalla de texto simple. En el final original se puede observar varias imágenes de la tierra en donde se muestra la contaminación causada por los humanos, así como también los conflictos históricos.
- Los efecto de sonidos han sido reemplazos.